# Léon Vachet
Léon Vachet (* 29. Dezember 1932 in Châteaurenard; † 11. November 2010) war ein französischer Politiker der konservativen UMP.
Seit 1988 war Léon Vachet für einen Zeitraum von vier Amtsperioden Abgeordneter der Nationalversammlung des 15. Wahlbezirks des Départements Bouches-du-Rhône. Im Parlament gehörte er dem Ausschuss für wirtschaftliche Fragen an. Am 17. Juni 2007 wurde er von seinem Parteifreund Bernard Reynès im zweiten Wahlgang geschlagen. Außerdem war er langjähriges Mitglied des Regionalrats der Region Provence-Alpes-Côte d’Azur. 
Der Landwirt im Ruhestand war Ritter der Ehrenlegion und Offizier des Ordre du Mérite agricole. Nach seinem Tod am 11. November 2010 nannte ihn Marseilles Bürgermeister Jean-Claude Gaudin einen „kompromisslosen Verteidiger der französischen Landwirtschaft“.